# Semigalia
Semigalia (także: Zemgalia, łot. Zemgale, niem. Semgallen, lit. Žiemgala, od nazwy bałtyjskiego ludu Zemgalów) – jedna z pięciu krain historycznych składających się na współczesną Łotwę, leży w jej południowej części na lewym brzegu Dźwiny.
W okolicach na północ od Szawli, obszar Semigalii pokrywa się częściowo z terenami zaliczanymi do Żmudzi. W skład Semigalii często zaliczano dawniej leżący na wschód od niej region Selonia.
Semigalia graniczy na zachodzie z Kurlandią, na północy z Liwonią, na wschodzie z Łatgalią i Selonią, na południu z Litwą (Wileńszczyzna i Kowieńszczyzna) i Żmudzią.

## Historia

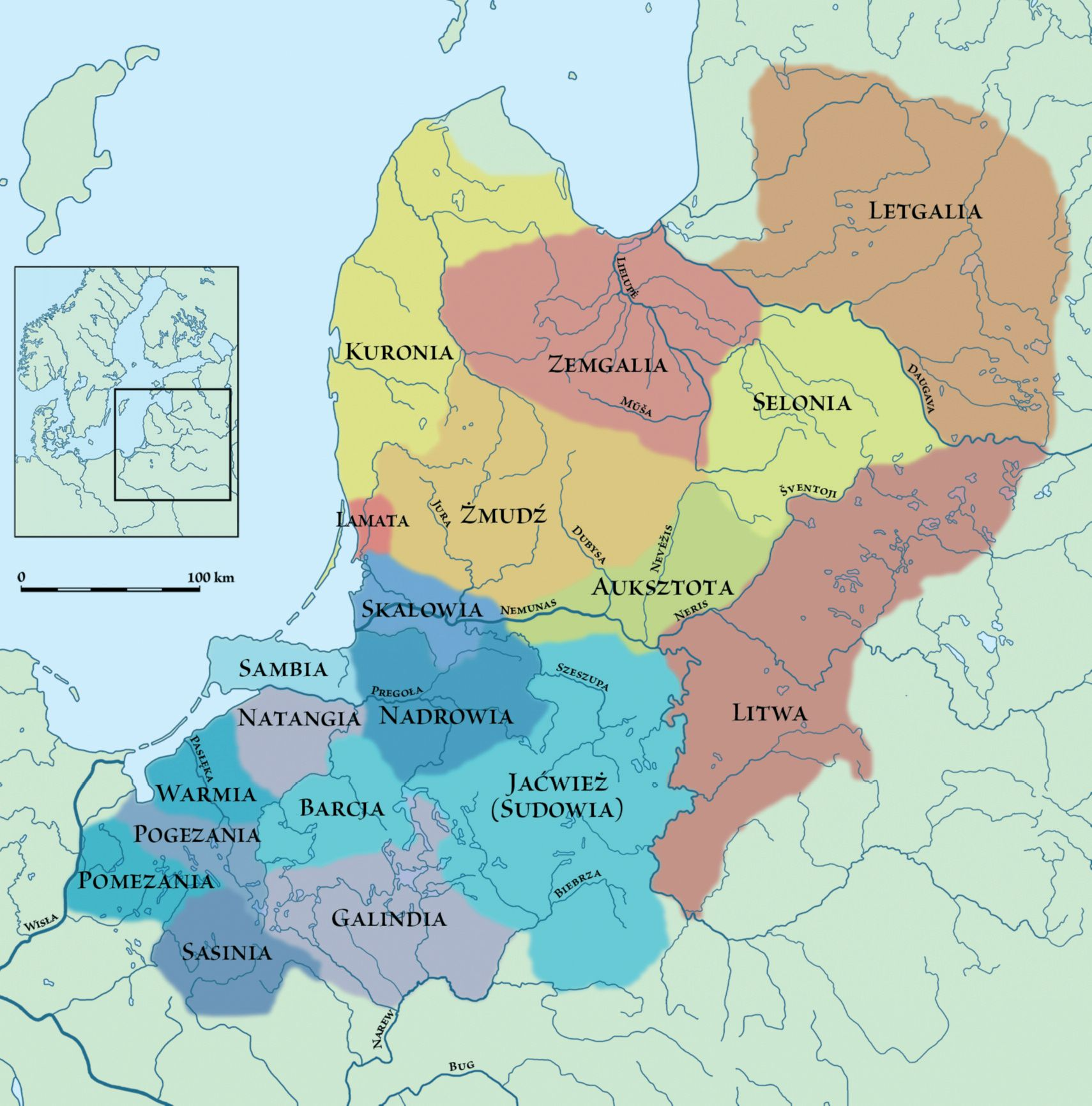
Plemiona bałtyjskie około 1200 roku (wg M. Engel i C. Sobczak)

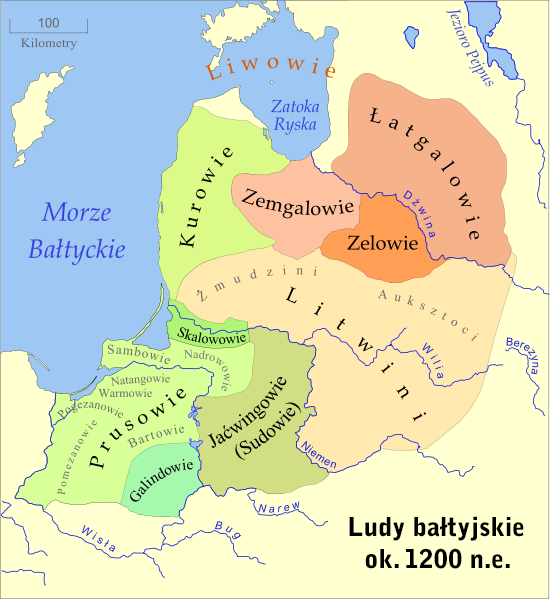
Rozmieszczenie ludów bałtyjskich ok. 1200 roku

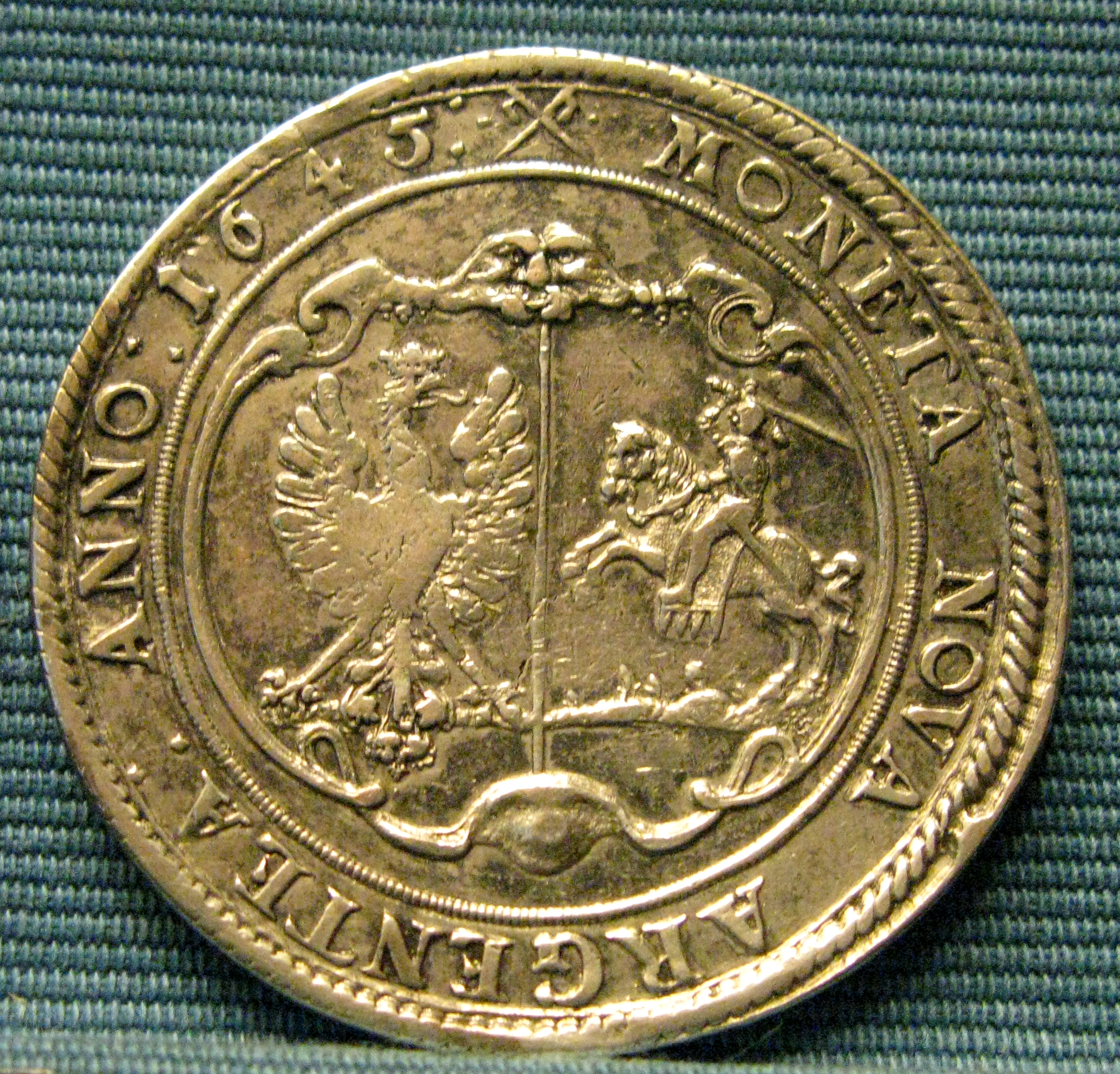
Talar I Rzeczypospolitej z 1645

Ziemia bałtyjskiego ludu Zemgalów podbita w XIII wieku przez zakon kawalerów mieczowych, po jego sekularyzacji w XVI wieku wraz z Kurlandią weszła w skład niemieckojęzycznego feudalnego Księstwa Kurlandii i Semigalii, będącego lennem Rzeczypospolitej Obojga Narodów. Lokalni książęta rezydowali w Mitawie. W mennicy w Mitawie bito monety I Rzeczypospolitej. W XVI i XVII w. dokonano pierwszych nadań praw miejskich: Mitawie, Bowskowi, Frydrychsztatowi, Jakobsztatowi. W XVII w. Semigalia była areną potyczek polsko-szwedzkich.

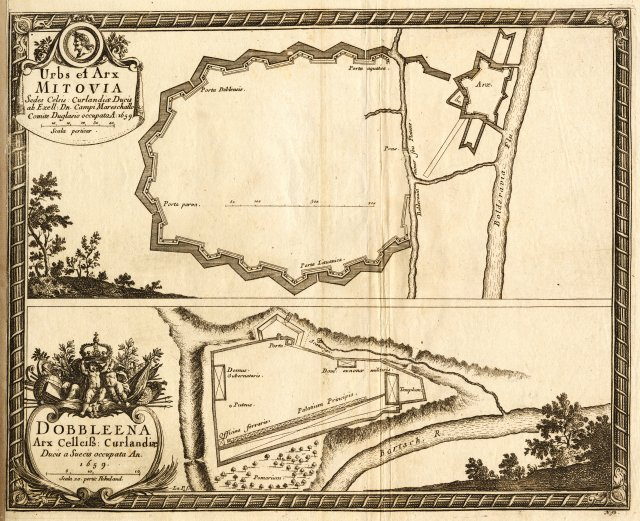
Plany obwarowań Mitawy i Dobleny ok. 1659

W 1759 księciem kurlandzkim został królewicz polski Karol Krystian Wettyn, a ok. 1762/1763 jednym z jego mitawskich dworzan był Kazimierz Pułaski. W latach 1738–1772 wzniesiono nowy pałac książęcy w Mitawie. W 1772 zostało założone Gimnazjum w Mitawie, będące najstarszą szkołą średnią współczesnej Łotwy.
Po III rozbiorze Polski Semigalia znalazła się w zaborze rosyjskim. Mitawa pozostawała głównym ośrodkiem regionu. Tu miała siedzibę jedna z linii rodu Raczyńskich, tutaj naukę pobierali Polacy z różnych części zaboru rosyjskiego, tu też na zesłaniu z kongresowego Królestwa Polskiego przebywał Roman Dmowski. Polacy najliczniej zamieszkiwali Iłuksztę i okolice. W okolicznej Bebrze siedzibę mieli Platerowie, którzy wznieśli tu w XIX w. nowy dwór według projektu Leandra Marconiego.
Po 1918 w granicach Łotwy. W dwudziestoleciu międzywojennym Semigalia graniczyła na krótkim odcinku z Polską (zob. granica polsko-łotewska). W 1935 Semigalię zamieszkiwało 299 369 osób.
Do dziś Polacy licznie zamieszkują wschodnie krańce Semigalii w okolicach Iłukszty.

## Miasta

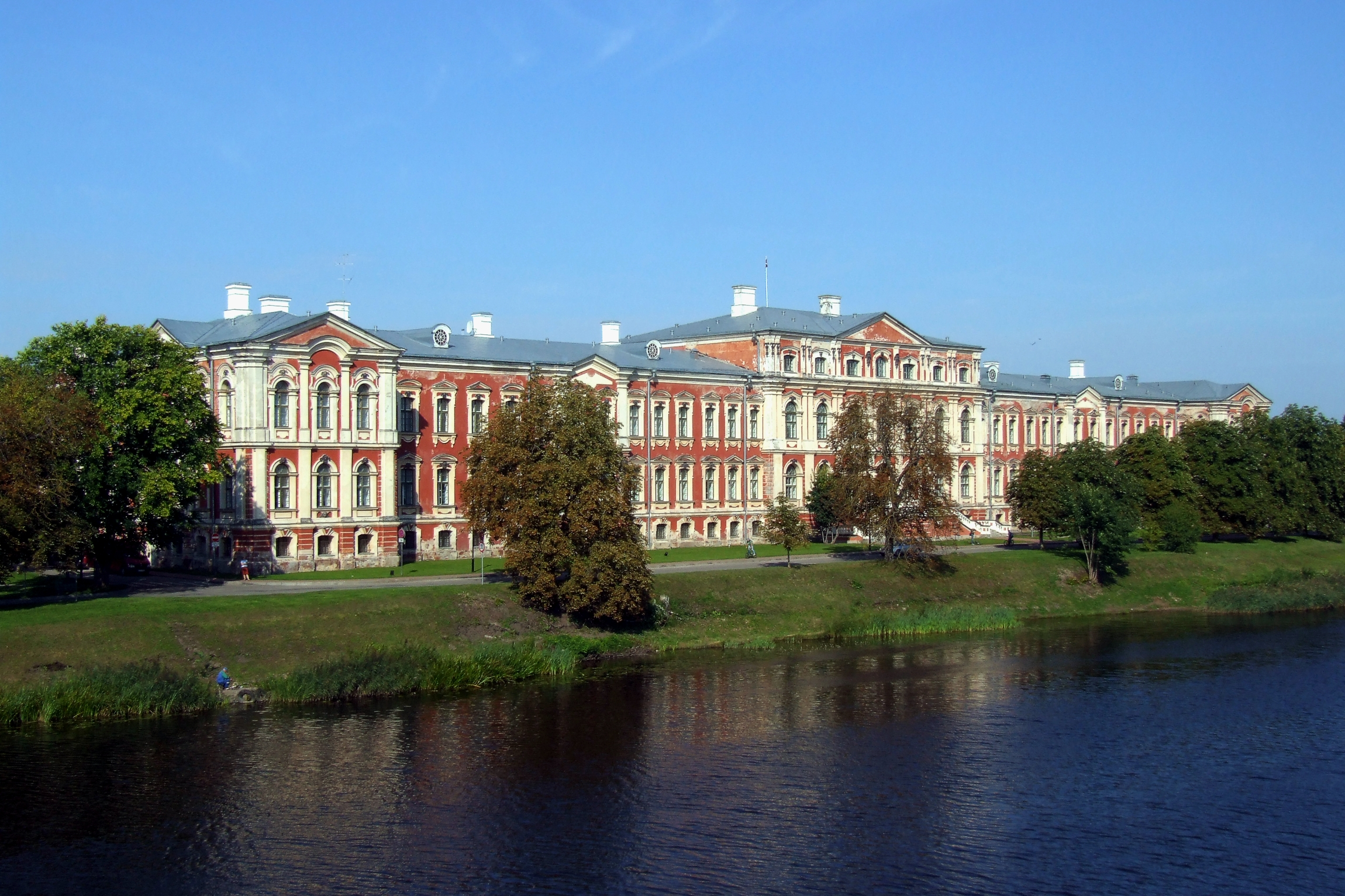
Jełgawa

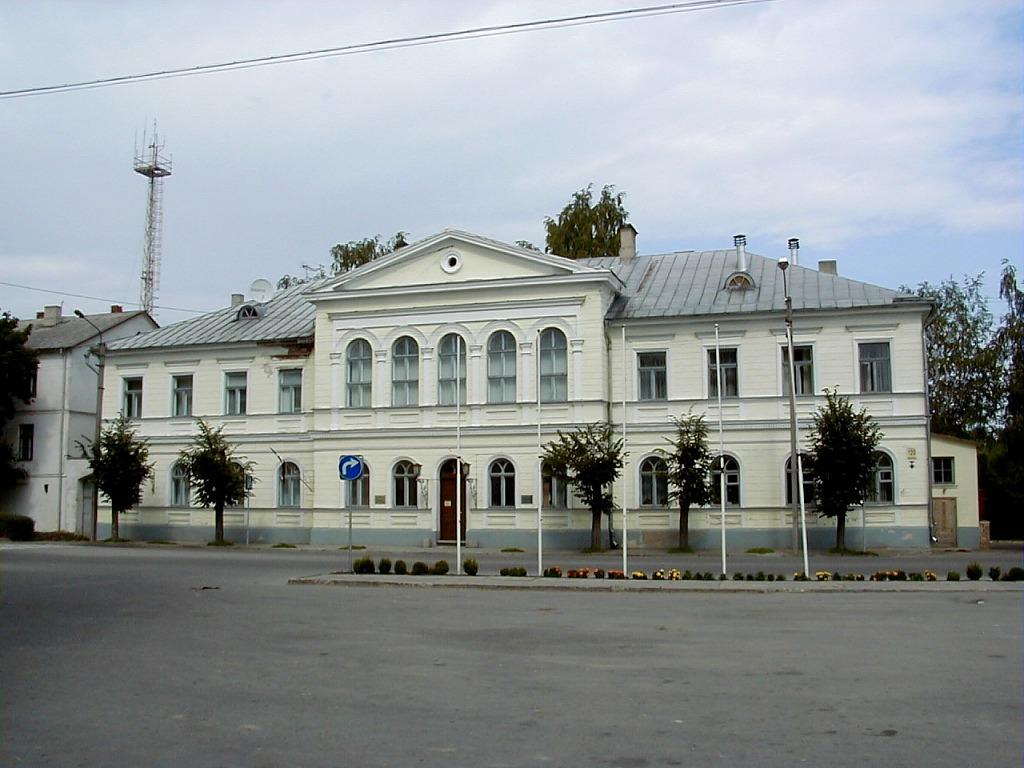
Jēkabpils

Lista miast Semigalii według danych łotewskich z 2014 roku:
|     | miasto      | populacja (2014) | gmina             |
| --- | ----------- | ---------------- | ----------------- |
| 1.  | Jełgawa     | 62 572           | miasto wydzielone |
| 2.  | Jēkabpils   | 24 839           | miasto wydzielone |
| 3.  | Tukums      | 19 192           | Gmina Tukums      |
| 4.  | Dobele      | 10 540           | Gmina Dobele      |
| 5.  | Bauska      | 9528             | Gmina Bauska      |
| 6.  | Auce        | 2850             | Gmina Auce        |
| 7.  | Iłukszta    | 2699             | Gmina Iłukszta    |
| 8.  | Jaunjelgava | 2183             | Gmina Jaunjelgava |
| 9.  | Viesīte     | 1773             | Gmina Viesīte     |
| 10. | Aknīste     | 1172             | Gmina Aknīste     |
| 11. | Subate      | 721              | Gmina Iłukszta    |